# Montelapiano
Montelapiano è un comune italiano di 67 abitanti della provincia di Chieti in Abruzzo, facente parte dell'unione dei comuni montani del Sangro. È tra i comuni meno popolati d'Italia nonché il più piccolo dell'Italia meridionale.

## Geografia fisica
L'abitato sorge alla sinistra della media Val di Sangro, alle pendici del Monte Vecchio (1016 m s.l.m.), lungo un crinale roccioso costituito da roccia di calcare marnoso. La superficie territoriale è caratterizzata prevalentemente da boschi e pascoli.

Panoramica del paesaggio di Montelapiano

## Storia

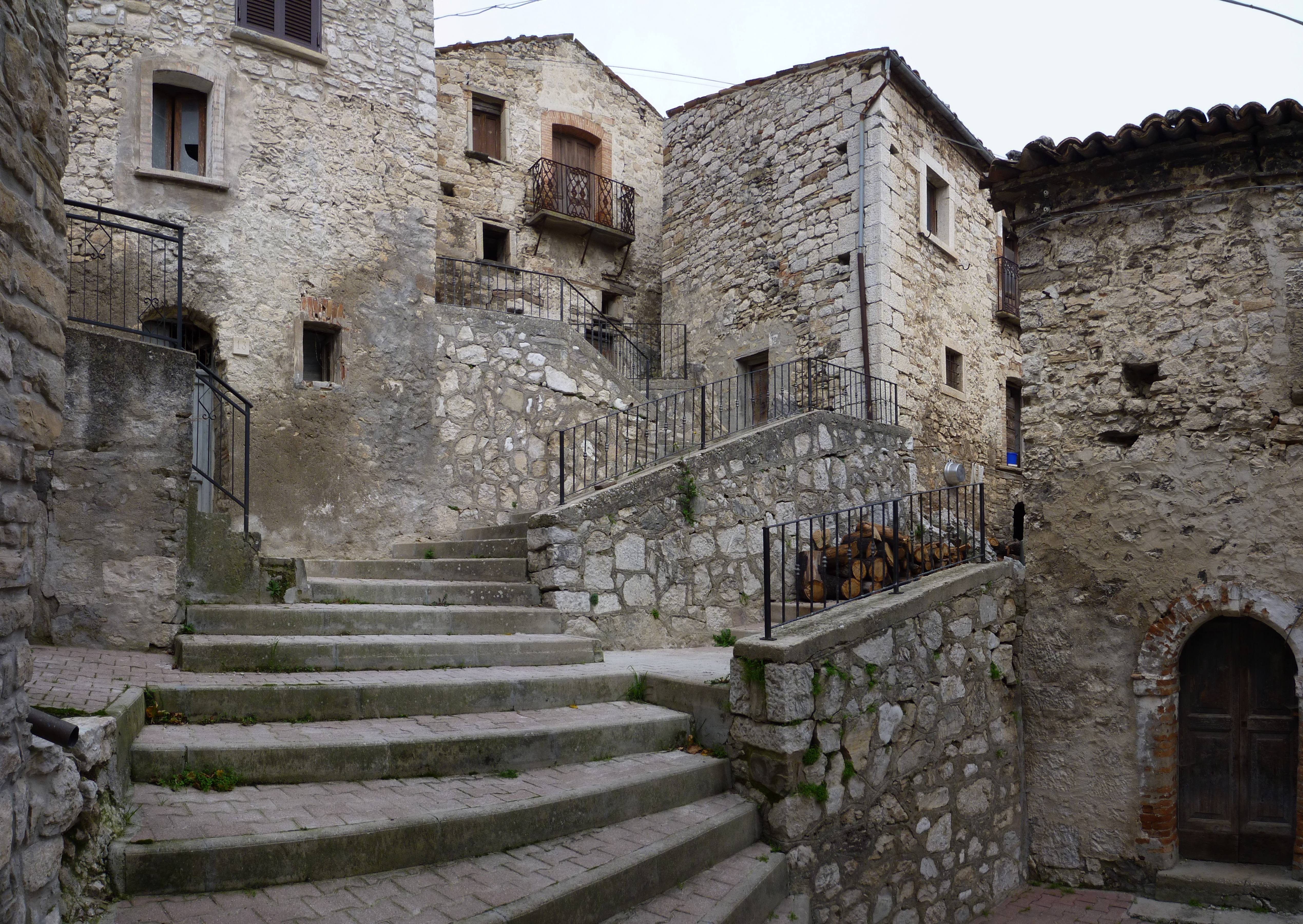
Uno scorcio del centro storico

Nel Catalogus baronum del XII secolo non compare Montelapiano. È citato invece Monte Santangelo con l'appellativo di "Monte Ursario". Questo luogo è riconducibile a Montevecchio ed alla cima senza nome presso Buonanotte (l'odierna Montebello sul Sangro). Le notizie storiche parlano di vari feudatari a Monte Santangelo, come il normanno Rainaldo, figlio di Aniba, i francesi Raoul e Matilde di Courtenay, Filippo di Fiandra, Napoleone Orsini e Raimondo Caldora ed i suoi eredi. Le notizie sul centro abitato sono tuttavia scarse. Secondo la leggenda locale il borgo sarebbe stato abbandonato per un'invasione di formiche. In realtà, tra le cause dell'abbandono del villaggio di Montevecchio potrebbe esserci il terremoto del 1456, che potrebbe aver fatto prosciugare le sorgenti locali.
Per notizie più precise e circoscritte di Montelapiano (chiamata allora Montelapidario) bisognerà aspettare la seconda metà del XV secolo, quando entrò a far parte nel 1476, con altri feudi, della dote di Giovanna di Trastámara, andata in sposa al Re del Regno di Napoli Ferrante d'Aragona, per poi essere donata a Fabrizio I Colonna. Dopo i Colonna il controllo della piccola universitas passò ai Carafa e successivamente ai Caracciolo.
Dopo la fine del feudalesimo, durante il XIX secolo gli ex principi e baroni, divenuti borghesi benestanti, acquisirono le terre migliori a discapito dei contadini, costretti ad emigrare. Nello stesso secolo si persero le tracce dell'antico castello, sostituito da un palazzo di fronte alla chiesa di Sant'Antonio da Padova in cui si insediarono i principi Caracciolo.

## Monumenti e luoghi d'interesse

### Chiesa di San Michele Arcangelo

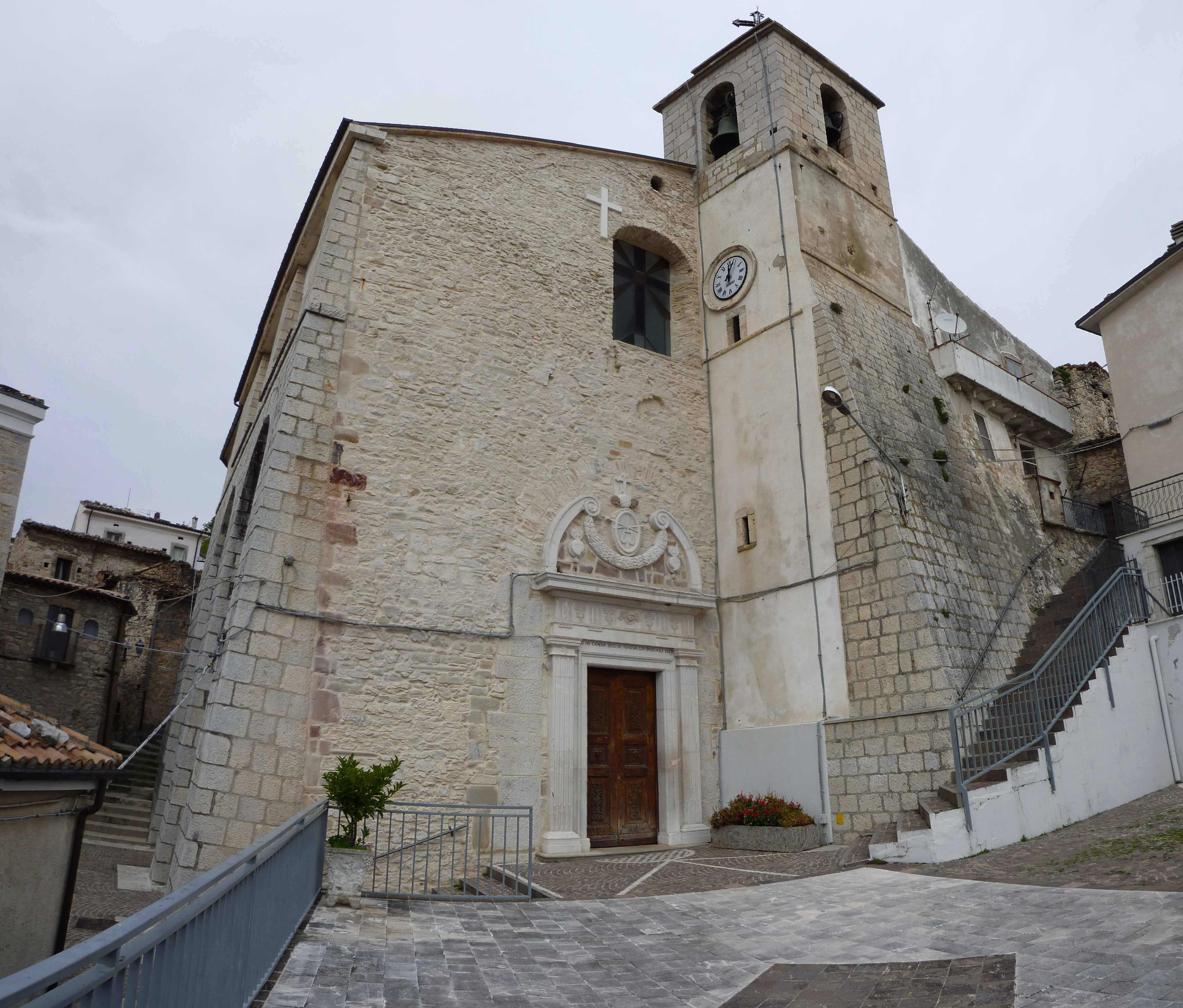
Chiesa di San Michele Arcangelo

La fondazione della chiesa parrocchiale sembra risalire al XVI secolo. Intorno alla metà del XIX secolo furono operati lavori che ampliarono la navata e chiusero le antiche aperture. Le decorazioni a stucco dei capitelli sono frutto del lavoro di abbellimento dell'interno del 1811. Nel 1849 venne realizzato dal maestro Fiorindo Palumbo un nuovo portale in pietra. Tenuto conto del rovinoso stato in cui versava l'edificio, con un restauro nel 1902 venne riparato il tetto e aggiunto l'atrio, due piccoli vani nel retro, la balaustra in pietra, il pulpito e il fonte battesimale. Con la decorazione dell'interno, ad opera di pittori romani, nel 1929 furono conclusi i lavori. Nel 1956, su commissione del Genio Civile, vennero rinforzate le pareti esterne con grosse arcate in pietra e cemento. Nello stesso periodo fu finanziata dal Comune la costruzione di una scala a chiocciola nel campanile.
La facciata, con terminazione a capanna, presenta come elemento principale il portale lapideo inquadrato da due lesene scanalate, con capitelli dorici, su cui posa un fregio con triglifi e metope ornate da anfore floreali e teste d'angelo. A sovrastare il portale vi è uno stemma, racchiuso tra due volute che sostengono un festone con motivi floreali e circondato da due cuori. In asse col portale è presente una finestra con arco a tutto sesto. La cortina muraria è in pietra irregolare, fatta eccezione per i cantonali in conci squadrati. Sopra il portale e la finestra si trovano dei "sordini" realizzati con archi in mattoni, che sono compresi nella muratura. Sulla facciata si appoggia il campanile, suddiviso in tre livelli da cornici marcapiano, sostenute da un muro a scarpa di più recente fattura e probabilmente coevo all'ultimo piano, con aperture a tutto sesto per contenere le campane.

### Chiesa di Sant'Antonio da Padova
Sul cantonale è posta un'iscrizione che attesta al 1641 la data dell'edificazione della chiesa. Al XVIII secolo risale il portale, sormontato da due nicchie, in una delle quali è posta una modesta campana. Delle cause e dell'entità del restauro operato nel 1867, come confermato da un'altra iscrizione, sul portale, non si conosce alcuna informazione. A causa del notevole degrado, nel 1905 la chiesa fu chiusa al culto, per poi riaprire nel 1931, dopo alcuni lavori di consolidamento della struttura. È probabile che in quest'occasione venne decorato l'interno con l'altare e la balaustra in marmo. Altri interventi per il rifacimento della pavimentazione si ebbero alla fine degli anni '50. Nel 1984, a seguito dei danni subiti da un terremoto ai primi di maggio, la chiesa venne nuovamente chiusa.
Una fascia marcapiano divide la facciata in due livelli, facendo da contrappunto a lesene giganti. La terminazione è orizzontale e marcata da un cornicione in mattoni. I muri perimetrali sono realizzati in conci di pietra nella parte inferiore; in pietra sbozzata in quella superiore. In pietra sono anche i piedritti e l'architrave del portale, sormontato da una cornice a timpano spezzato, in stile settecentesco. Accanto ad esso vi è una nicchia che accoglie una piccola fontana. Oltre il marcapiano sono presenti due nicchie a tutto sesto, in mattoni. Dentro una di esse è posta la campana.
L'interno è percorso da lesene ioniche, congiunte da volute dorate. Sopra ad esse corre una trabeazione in stucco bianco, ornato da fregi. La volta che ricopre la navata è a botte lunettata, nei cui vani sono ricavate le finestre.

### Chiesa di Santa Maria degli Angeli
Situata a ridosso del cimitero, fuori dal centro abitato, venne ricostruita nel 1987 per volontà dell'amministrazione comunale, dopo che la prima chiesa, di origini medievali, venne abbandonata alla fine del XIX secolo e poi distrutta dopo il terremoto del 1933. L'attuale edificio tuttavia riproduce i caratteri stilistici dell'antica costruzione.
La facciata è anticipata da un avancorpo costituito da un grosso arcone in pietra squadrata con terminazione a capanna. Il portale è sovrastato da una finestra rettangolare e affiancato da altre due, di dimensioni più piccole e di forma quadrata, che ricordano le fenestrelle devotionis tipiche delle chiesette rurali. I fianchi laterali sono costituiti da piccoli blocchi di pietra squadrata e possiedono ciascuno tre finestre a tutto sesto protette da inferriate. Sul tetto è posto un piccolo campanile a vela.

### Chiesa di Santa Croce
Situata fuori dalle mura della città, era utilizzata, insieme a quella di Santa Maria degli Angeli, per la deposizione dei morti. Della chiesa attualmente non resta più niente. Secondo alcune testimonianze, al momento della costruzione dell'asilo cittadino sarebbero riemerse tracce di mura e di ossa umane, probabilmente appartenenti ad essa.

### Piazza Palazzo
La piazza, con l'omonimo belvedere, ospita un monumento ai martiri di Montelapiano, trucidati dai tedeschi il 16 novembre 1943 e una targa posta dall'amministrazione comunale che ricorda San Francesco Caracciolo:

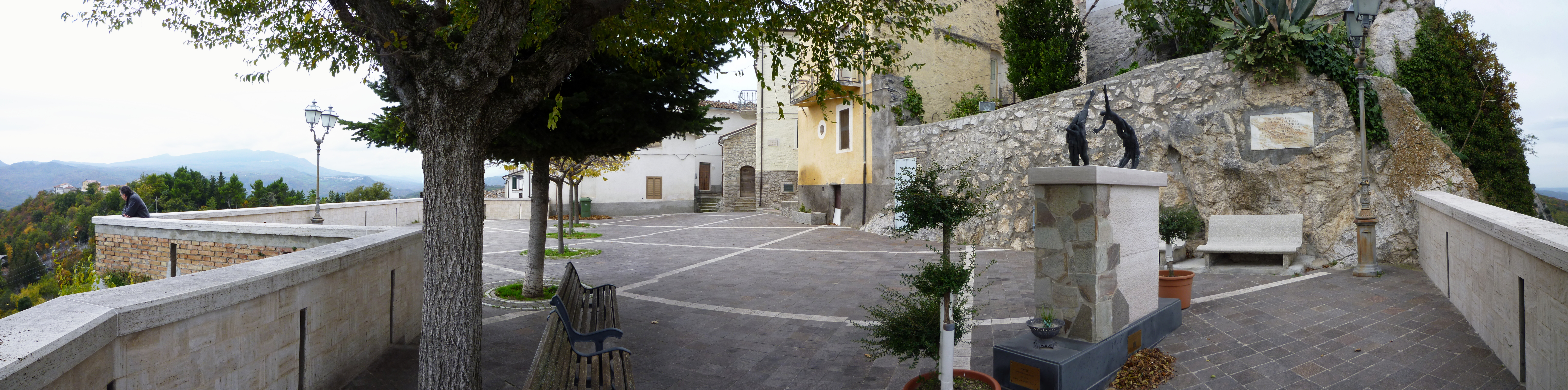
Panoramica di Piazza Palazzo

## Società

### Evoluzione demografica
Abitanti censiti

## Cultura

### Eventi
- 17 gennaio: festa di Sant'Antonio abate;
- 18 agosto: festa San Bonifacio;
- seconda domenica di ottobre: sagra dei cuochi.

## Amministrazione
| Periodo          | Periodo          | Primo cittadino    | Partito                         | Carica                  | Note        |
| ---------------- | ---------------- | ------------------ | ------------------------------- | ----------------------- | ----------- |
| 26 luglio 1988   | 20 maggio 1993   | Luciano Conti      | Indipendente                    | Sindaco                 | [ 5 ]       |
| 20 maggio 1993   | 22 novembre 1993 | Luciano Conti      |                                 | Commissario prefettizio | [ 5 ]       |
| 21 novembre 1993 | 16 novembre 1997 | Domenico Marchetti | Lista civica di Centro          | Sindaco                 | [ 6 ]       |
| 17 novembre 1997 | 27 maggio 2007   | Arturo Scopino     | Lista civica Unione Democratica | Sindaco                 | [ 7 ] [ 8 ] |
| 28 maggio 2007   | 6 maggio 2012    | Giovanni Nero      | Lista civica                    | Sindaco                 | [ 9 ]       |
| 7 maggio 2012    | in carica        | Arturo Scopino     | Movimento per le Autonomie      | Sindaco                 | [ 10 ]      |